# Данвуді (Джорджія)
Данвуді (англ. Dunwoody) — місто (англ. city) в США, в окрузі Декальб штату Джорджія. Населення — 51 683 особи (2020).

## Географія
Данвуді розташоване за координатами 33°56′29″ пн. ш. 84°18′46″ зх. д. / 33.94139° пн. ш. 84.31278° зх. д. (33.941387, -84.312701).  За даними Бюро перепису населення США в 2010 році місто мало площу 34,11 км², з яких 33,53 км² — суходіл та 0,59 км² — водойми.

## Демографія
Згідно з переписом 2010 року, у місті мешкало 46 267 осіб у 19 944 домогосподарствах у складі 11 723 родин. Густота населення становила 1356 осіб/км².  Було 21671 помешкання (635/км²).
Расовий склад населення:
| - 69,8 % — білих - 12,6 % — чорних або афроамериканців - 11,1 % — азіатів - 0,3 % — корінних американців - 0,1 % — вихідців з тихоокеанських островів - 3,6 % — осіб інших рас |

До двох чи більше рас належало 2,3 %. Частка іспаномовних становила 10,3 % від усіх жителів.
За віковим діапазоном населення розподілялося таким чином: 23,4 % — особи молодші 18 років, 64,3 % — особи у віці 18—64 років, 12,3 % — особи у віці 65 років та старші. Медіана віку мешканця становила 35,7 року. На 100 осіб жіночої статі у місті припадало 92,8 чоловіків;  на 100 жінок у віці від 18 років та старших — 89,7 чоловіків також старших 18 років.
Середній дохід на одне домашнє господарство  становив 107 253 долари США (медіана — 79 959), а середній дохід на одну сім'ю — 136 560 доларів (медіана — 105 979). Медіана доходів становила 76 706 доларів для чоловіків та 51 309 доларів для жінок. За межею бідності перебувало 9,8 % осіб, у тому числі 15,4 % дітей у віці до 18 років та 4,5 % осіб у віці 65 років та старших.
Цивільне працевлаштоване населення становило 23 998 осіб. Основні галузі зайнятості: науковці, спеціалісти, менеджери — 25,2 %, освіта, охорона здоров'я та соціальна допомога — 19,4 %, фінанси, страхування та нерухомість — 10,4 %, роздрібна торгівля — 8,2 %.